# MT9
MT9 — формат файлу цифрового звукозапису, розроблений Korea's Electronics і Telecommunications Institute. Також має назву Music 2.0.
MT9 дозволяє слухачам регулювати гучність для кожного каналу — такого як гітара, барабани, бас і вокал — заглушка або посилення їх улюблених частин. Надалі очікується підтримка MT9 стільниковими телефонами.